# North DeLand
North DeLand statisztikai település az USA Florida államában, Volusia megyében. Lakosainak száma 1510 fő (2020. április 1.).

## Népesség
A település népességének változása:

| 2010 | 1 450 |
| 2020 | 1 510 |